# کانون وکلای ایالتی اوهایو
کانون وکلای ایالتی اوهایو (OSBA) یک کانون وکلا داوطلبانه برای ایالت اوهایو است.

## تاریخ
کانون وکلای ایالتی اوهایو در ۶ مارس ۱۸۸۰ تأسیس شد که کانون وکلای دادگستری کلیولند با سایر انجمن‌های کانون وکلای محلی اوهایو تماس گرفت تا در کیس هال در کلیولند ملاقات کند. بیش از ۴۰۰ وکیل در ۸ ژوئیه برای تشکیل انجمن تشکیل جلسه دادند. روفوس پی رانی به عنوان اولین رئیس کانون انتخاب شد.
امروزه، عضویت تقریباً ۷۰ درصد از کلیه دست‌اندرکاران قانون اوهایو را شامل می‌شود. با افزودن دانشجویان حقوق، و سایر اعضای وابسته، تعداد کل عضویت حدود ۳۱۰۰۰ است.